# Clifton Young
Robert Howard Young (Schenectady, 15 de setembro de 1917 – Los Angeles, 10 de setembro de 1951) conhecido profissionalmente como Clifton Young, foi um ator de cinema americano.

## Primeiros anos
Young era filho do Sr. e da Sra. Edward A. Young. Seu pai o iniciou no vaudeville quando ele tinha 5 anos. Quando ele tinha 7 anos, ele começou a atuar nas comédias de Our Gang. Young foi convocado para o Exército durante a Segunda Guerra Mundial, servindo no Pacífico Sul.

## Carreira
Young interpretou "Bonedust" em dezenove filmes de Our Gang de 1925 a 1931, sendo seu filme mais notável School's Out. Já adulto, para evitar confusão com a estrela estabelecida Robert Young, ele adotou o nome de solteira de sua mãe, Clifton (Eva Clifton) como seu nome de tela.
Young tornou-se um jogador contratado da Warner Bros., conseguindo pequenos papéis em vários filmes noir e western dos anos 1940. Créditos notáveis incluem Nora Prentiss, Pursued, Possessed, Dark Passage e Blood on the Moon.
Enquanto estava na Warners, Young teve destaque nos curtas de comédia de Joe McDoakes . Ele desempenhou uma variedade de papéis: um mafioso covarde em Então você quer ser um detetive, um balconista de loja de departamentos em Então você está indo de férias e memoravelmente como "Homer", o impetuoso e sabe-tudo colega de escritório de Joe em vários carretéis McDoakes.
Um dos últimos filmes de Young foi Roy Rogers western Trail of Robin Hood, no qual ele interpretou um vilão sarcástico.

## Morte
Young morreu em 10 de setembro de 1951, em um incêndio em um hotel que começou quando ele adormeceu enquanto fumava.

## Filmografia
| Year | Title                            | Role                             | Notes                                          |
| ---- | -------------------------------- | -------------------------------- | ---------------------------------------------- |
| 1927 | Three's a Crowd                  | Minor Role – as Bobby Young      | Não creditado                                  |
| 1928 | The Circus Kid                   | Boy at Orphanage                 | Não creditado                                  |
| 1931 | Sidewalks of New York            | Street Gang Member               | Não creditado                                  |
| 1935 | Bright Lights                    | Piano Player at Party            | Não creditado                                  |
| 1936 | Small Town Girl                  | Boy in Car in Montage            | Não creditado                                  |
| 1936 | The Lonely Trail                 | Murdered Rancher's Son           | Não creditado                                  |
| 1936 | Hearts in Bondage                | Young man waiting to enlist      | Não creditado                                  |
| 1936 | The President's Mystery          | Townsman                         | Não creditado                                  |
| 1945 | The Master Key                   | Loft Building Henchman           | Serial, Não creditado                          |
| 1946 | Two Guys from Milwaukee          | Joe – Motorcycle Cop             | Não creditado                                  |
| 1946 | Cloak and Dagger                 | American Commander               | Não creditado                                  |
| 1946 | Deception                        | Taxi Driver                      | Não creditado                                  |
| 1947 | The Unfaithful                   | Charlie                          | Voz, Não creditado                             |
| 1947 | Nora Prentiss                    | Policeman arresting Truck Driver | Não creditado                                  |
| 1947 | That Way with Women              | Irate Baseball Fan               | Não creditado                                  |
| 1947 | Pursued                          | The Sergeant                     |                                                |
| 1947 | Possessed                        | Interne                          |                                                |
| 1947 | Dark Passage                     | Baker                            |                                                |
| 1947 | Always Together                  | Reporter                         | Não creditado                                  |
| 1947 | My Wild Irish Rose               | Joe Brennan                      |                                                |
| 1948 | The Treasure of the Sierra Madre | Flophouse Bum                    | Não creditado                                  |
| 1948 | Two Guys from Texas              | Announcer                        | Não creditado                                  |
| 1948 | Blood on the Moon                | Joe Shotten                      |                                                |
| 1948 | Whiplash                         | Gunman                           | Não creditado                                  |
| 1949 | My Dream Is Yours                | Schwab's Counterman              | Voz, Não creditado                             |
| 1949 | Illegal Entry                    | Billy Rafferty                   |                                                |
| 1949 | Calamity Jane and Sam Bass       | Link                             |                                                |
| 1949 | Abandoned                        | Eddie                            |                                                |
| 1950 | Bells of Coronado                | Ross                             |                                                |
| 1950 | Backfire                         | Cabby                            | Não creditado                                  |
| 1950 | Borderline                       | Suspect Questioned by Whittaker  | Não creditado                                  |
| 1950 | A Woman of Distinction           | Chet – Photographer              | Não creditado                                  |
| 1950 | Salt Lake Raiders                | Luke Condor                      |                                                |
| 1950 | Union Station                    | Ambulance Driver                 | Não creditado                                  |
| 1950 | The Return of Jesse James        | Bob Ford                         |                                                |
| 1950 | Trail of Robin Hood              | Mitch McCall                     |                                                |
| 1951 | Up Front                         | Clerk                            | Não creditado                                  |
| 1951 | The Redhead and the Cowboy       | Southern Spy                     | Não creditado                                  |
| 1951 | Love Nest                        |                                  | Não creditado                                  |
| 1952 | Zombies of the Stratosphere      | Ross – Smuggler Boss             | Serial, [Ch. 4], Não creditado, (último filme) |